# Ornithocheirus
Ornithocheirus is een geslacht van uitgestorven pterosauriërs, vliegende reptielen, behorend tot de groep van de Pterodactyloidea, dat leefde tijdens het vroege Krijt. Het was daarmee een tijdgenoot van de dinosauriërs, hoewel het er niet toe behoorde.
Het geslacht Ornithocheirus, waarvan de naam 'vogelhand' betekent, werd in 1870 benoemd op basis van zeer incomplete fossielen uit Engeland wat tot op de dag van vandaag voor grote taxonomische moeilijkheden zorgt. Er is een groot aantal soorten in benoemd, waarvan het merendeel tegenwoordig niet-determineerbaar geacht wordt. Van het restant zijn sommige aan andere geslachten toegewezen maar er bestaat onder de huidige wetenschappers geen overeenstemming over hoe dat zou moeten gebeuren. Een probleem is vooral dat sommige Europese onderzoekers veel betere fossielen uit Brazilië bij veel eerder benoemde Engelse soorten van Ornithocheirus onderbrengen, wat op verzet stuit van Zuid-Amerikaanse geleerden. Daarbij is er geen consensus wat de typesoort van het geslacht is.
Het fossiel materiaal betreft in ieder geval middelgrote tot zeer grote viseters met relatief lange vleugels en een zeer langwerpige kop met tanden.

## Naamgeving
In Engeland werden in de negentiende eeuw veel fragmentarische pterosauriërfossielen gevonden in de Cambridge Greensand, een aardlaag uit het vroege Krijt, 105 miljoen jaar oud, die uitgebreid ontgonnen werd om fosfaatknollen — indertijd ten onrechte voor versteende uitwerpselen ofwel coprolieten aangezien — te winnen als meststof. De laag was ontstaan als zeebodem. Daarop waren de losse botten van uiteenvallende kadavers die op het zeeoppervlak dreven, terechtgekomen. Die belandden niet meteen in een modderlaag maar werden door de stroming van het water over de zandige bodem verplaatst en heen en weer gerold zodat ze afsleten en veel van hun onderscheidende kenmerken verloren. De vondsten bracht men, zoals toen voor alle pterosauriërs gebruikelijk was, onder bij het geslacht Pterodactylus — hoewel sommigen eerst voor vogels werden aangezien en als zodanig benoemd. Onderzoeker Harry Govier Seeley begon te begrijpen dat dit geslacht wat overladen raakte. In 1870 benoemde hij, in het kader van een opdracht om wat orde te scheppen in de verzameling van het Sedgwick Museum te Cambridge, voor de Engelse vormen uit het Krijt het geslacht Ornithocheirus, 'vogelhand' genaamd, vanuit het Klassiek Griekse ορνις, 'vogel', en χειρ, 'hand', wegens vermeende overeenkomsten met de vleugel van de vogels — Seeley dacht in die periode nog dat de pterosauriërs de voorouders van de vogels konden zijn.
Seeley's rivaal Richard Owen was het niet eens met die hypothese en benoemde in 1874 twee nieuwe geslachten voor het materiaal: Coloborhynchus en Criorhynchus. In 1914 voegde Reginald Walter Hooley, in een indeling die voornamelijk op de vorm van de snuit gebaseerd was, die geslachten samen in Criorhynchus maar splitste weer sommige soorten af in de geslachten Ornithostoma, Amblydectes en Lonchodectes, terwijl hij voor andere de naam Ornithocheirus handhaafde. Zo waren er zes geslachtsnamen ontstaan voor de Engelse pterosauriërs uit het Krijt, waarbinnen nu 36 soorten waren benoemd, hoewel het door de slechte kwaliteit van de vondsten heel moeilijk was de verschillende vormen te onderscheiden. Al snel werd dit opgelost door terug te keren naar de eenvoud van Seeley's naamgeving en ze allemaal onder Ornithocheirus te scharen. Men vond het materiaal toch niet belangrijk genoeg om er veel aandacht aan te schenken. Behalve aan de Engelse vondsten werd de naam toegekend aan enkele fragmentarische fossielen in andere landen, soms als volle benoemde soorten zoals in Frankrijk, Duitsland en Tsjechië en soms als een Ornithocheirus sp.(ecies) waaronder een vondst in Zaïre.
Vanaf de jaren zeventig echter werden er in Zuid-Amerika erg complete fossielen opgegraven van pterosauriërs die uit dezelfde periode stamden als de resten uit Engeland en er ook duidelijk aan verwant waren. Die nieuwe vondsten kregen hun eigen geslachtsnamen, zoals Anhanguera en Tropeognathus. Dit riep bij verscheidene Europese onderzoekers de vraag op of die nieuwe namen geen jongere synoniemen waren van de al benoemde geslachten uit Engeland. En dat maakte het probleem weer actueel welke oude namen volgens de huidige regels eigenlijk valide waren.

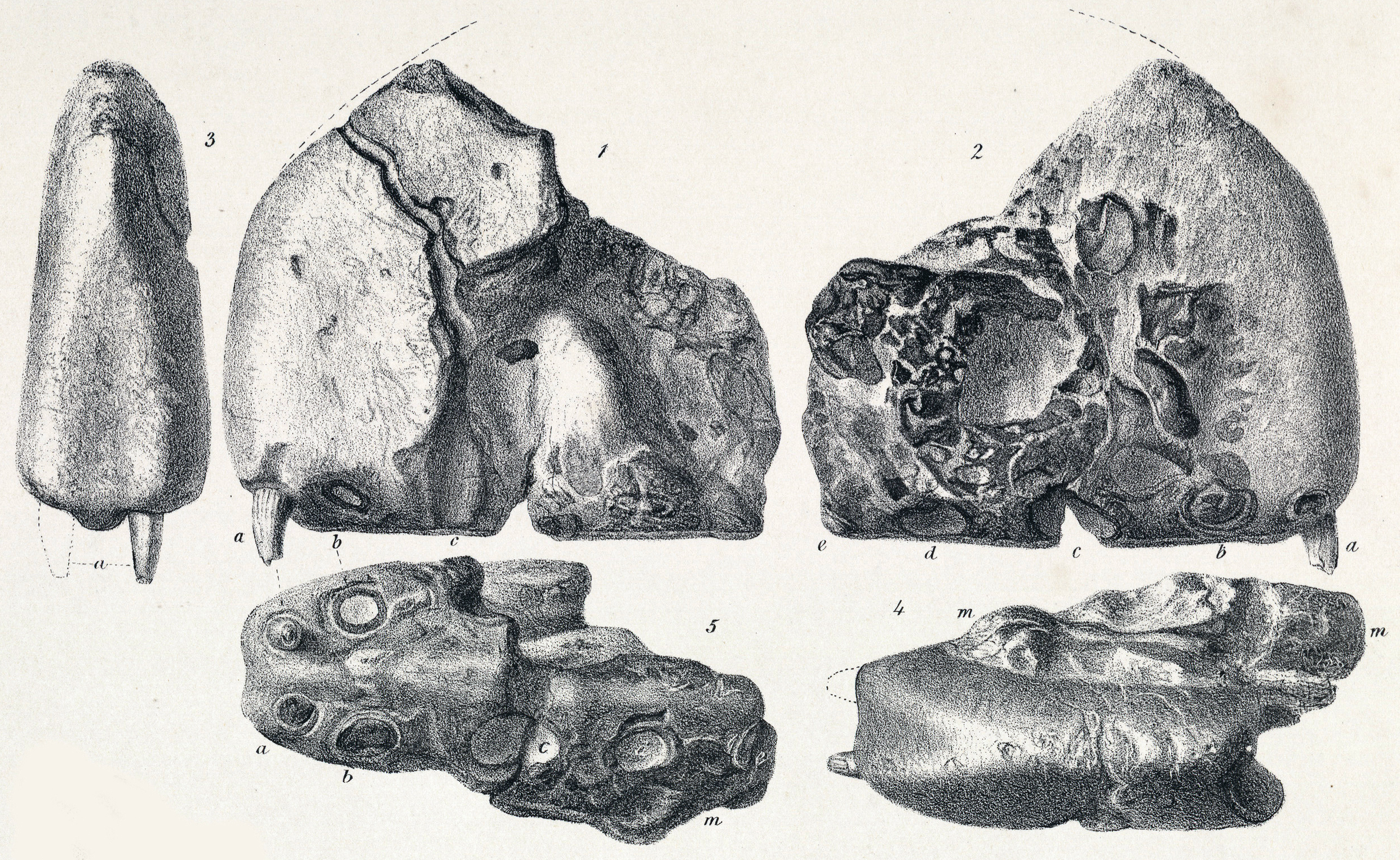
Het holotype van Ornithocheirus simus

Zo kwamen sommigen tot de conclusie dat verschillende soorten van Anhanguera bij Coloborhynchus hoorden en Tropeognathus mesembrinus bij Criorhynchus. Daarbij ging men er dus van uit dat Coloborhynchus en Criorhynchus überhaupt van Ornithocheirus te onderscheiden zijn. Dat leek gerechtvaardigd doordat men aannam dat de typesoort van Ornithocheirus O. compressirostris was en die kon men desgewenst van Coloborhynchus of Criorhynchus apart houden. Seeley had namelijk pas in 1881 Ornithocheirus simus als typesoort voor het geslacht aangewezen en hetzelfde fossiel, CAMSM B.54428, had Owen al in 1874 aangewezen als typesoort Criorhynchus simus; Peter Wellnhofer had daarom in 1978 Ornithocheirus compressirostris als vervanger aangewezen. In 2000 stelde David Unwin echter dat de typesoort toch Ornithocheirus simus was, en dat Seeleys aanwijzing in 1881 met terugwerkende kracht die door Owen als typesoort van Criorhynchus teniet had gedaan. Daarvan zou de consequentie zijn dat dit laatste geslacht niet valide kon zijn en dat Tropeognathus/Criorhynchus mesembrinus een O. mesembrinus zou worden, als het al niet aan O. simus identiek was. Ook betekende dit dat de laatste soort weleens als enige geldige binnen Ornithocheirus zou kunnen overblijven omdat het vermoedelijk onmogelijk zou worden nog een verband te leggen met het andere materiaal. Unwin liet nu ook het geslacht Lonchodectes herleven op basis van een L. compressirostris en alle andere ornithocheirussoorten bracht hij voor zover door hem determineerbaar geacht onder bij dat geslacht, bij Coloborhynchus of bij Anhanguera. Sommige onderzoekers houden echter vast aan Criorhynchus, zodat er, inclusief Ornithostoma weer vijf geslachten als valide in de literatuur gebruikt worden — althans Amblydectes is tot nu toe in onbruik gebleven. Dat O. simus de typesoort zou zijn, wordt niet algemeen aanvaard.
Deze al erg ingewikkelde situatie wordt nog verder gecompliceerd doordat de Zuid-Amerikaans onderzoekers de gelijkstelling van hun prachtige fossielen met de schamele Europese resten niet hebben aanvaard en dus de nieuwe namen blijven gebruiken.

## Soorten

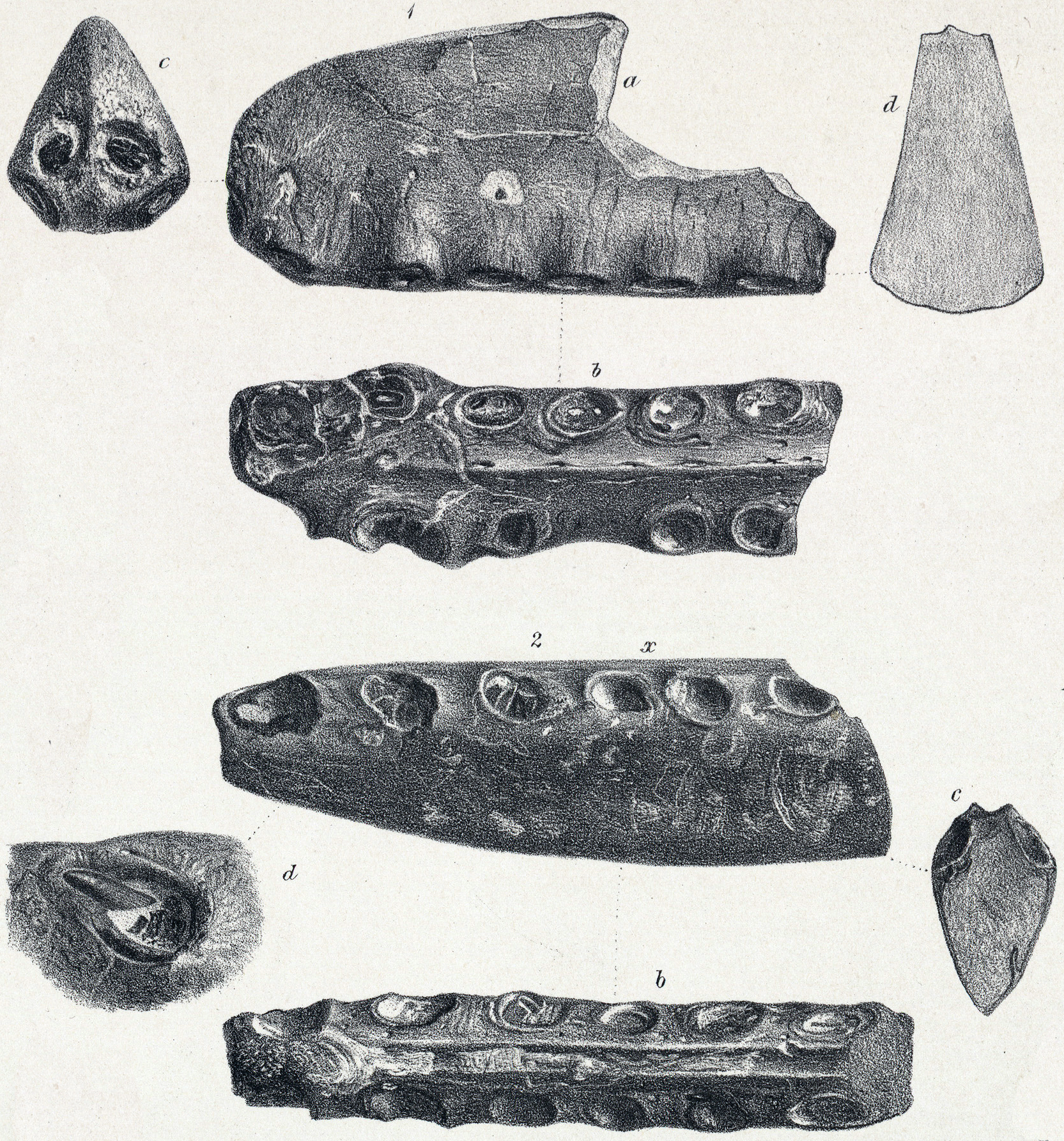
O. sedgwickii

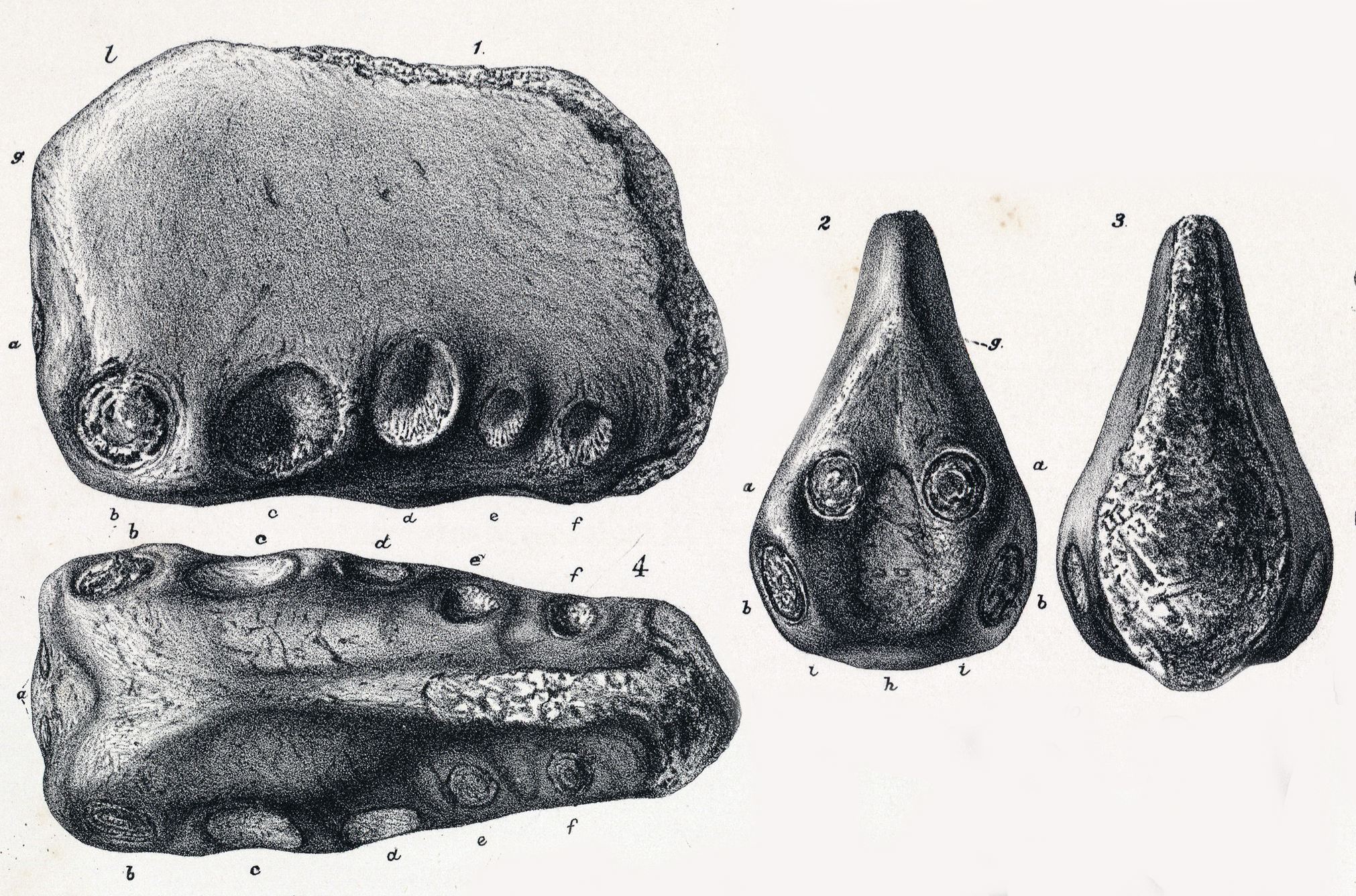
O. clavirostris

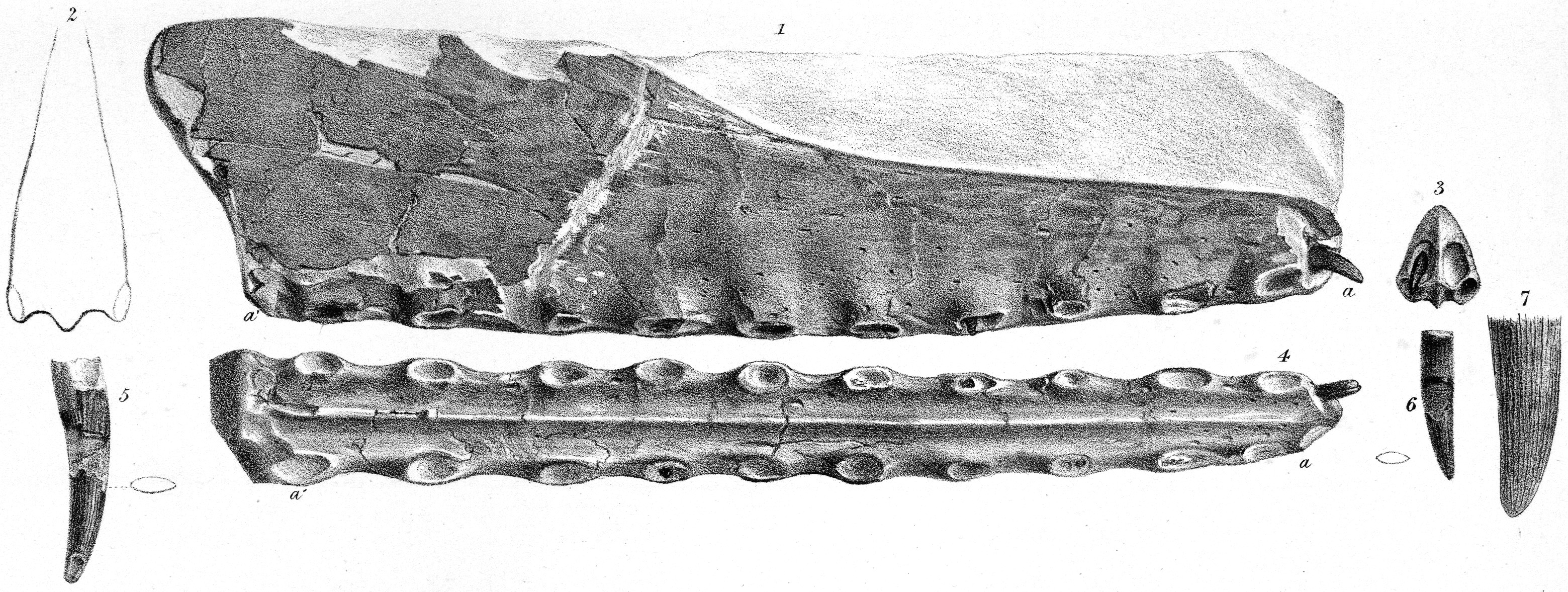
O. cuvieri

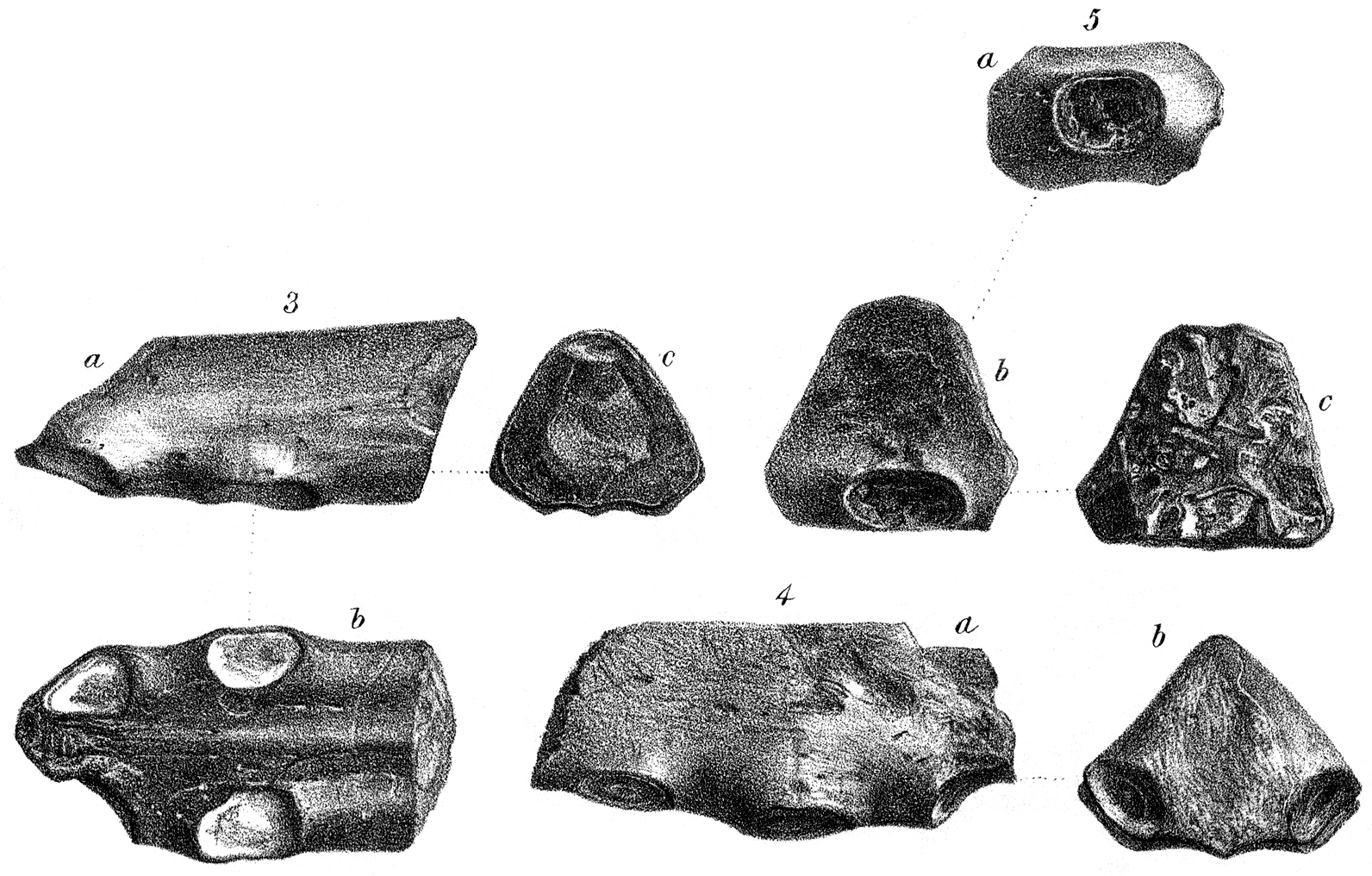
O. fittoni

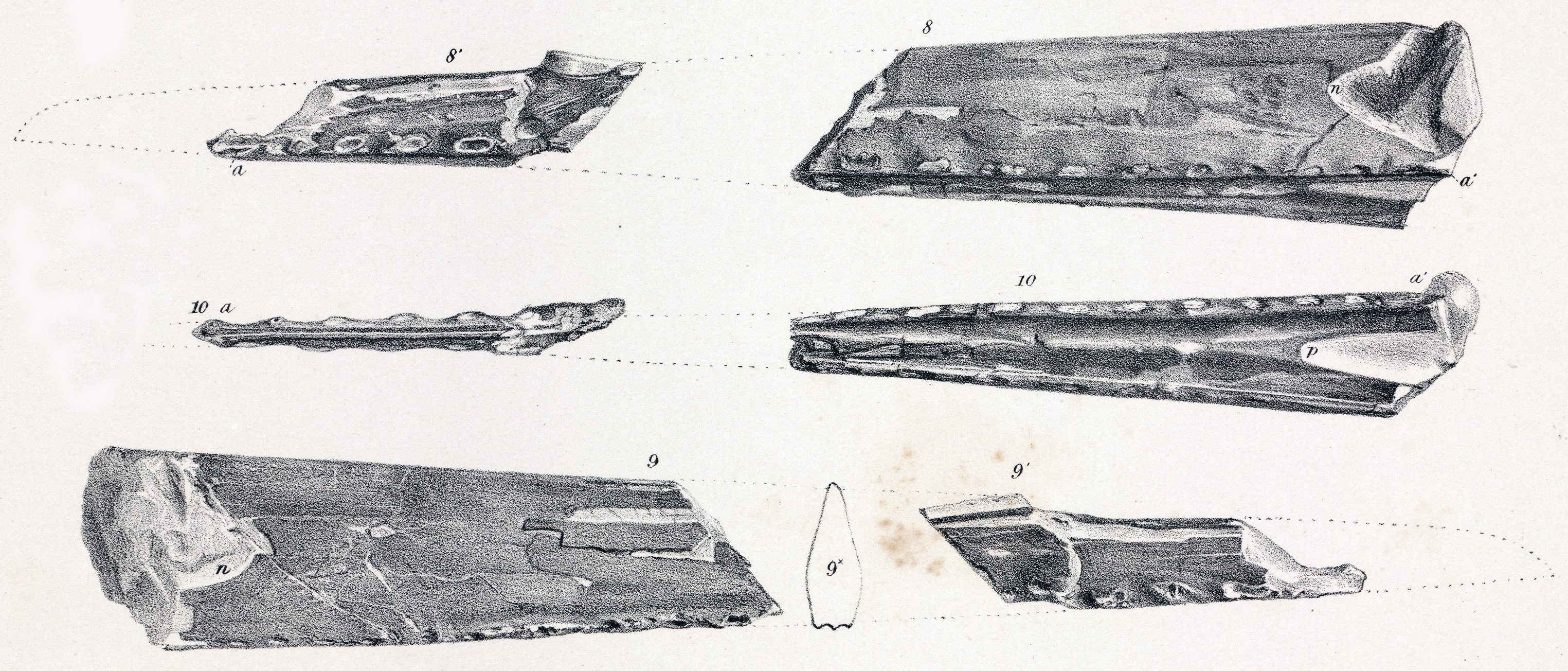
O. compressirostris

Van de verschillende onder Ornithocheirus benoemde soorten kan aangegeven worden wat naar huidige normen hun status is:
- O. simus, (Owen 1861) Seeley 1870, = Pterodactylys simus Owen 1861, = Criorhynchus simus (Owen 1861) Owen 1874: volgens Unwin de typesoort.
- O. woodwardi, (Seeley 1870) (= Ptenodactylus woodwardi): vermoedelijk identiek aan O. simus.
- O. clifti (Mantell 1835) Newton 1888: de typesoort van Palaeornis cliftii Mantell 1835. Volgens Unwin behoort hij wellicht tot Ornithocheirus. Het betreft een in 1827 door Gideon Mantell in de Wealden gevonden twee stukken van een  opperarmbeen, BMNH 02353 en 02353a.
- O. diomedeus (Owen 1846) Newton 1888: de typesoort van Cimoliornis diomedeus Owen 1846. Volgens Unwin behoort hij wellicht tot Ornithocheirus. Het betreft een in Kent gevonden uiteinde van het vierde middenhandsbeen, BMNH 39418.
- O. nobilis (Owen 1869) Newton 1888 (= Pterodactylus nobilis Owen 1869): wordt beschouwd als een nomen dubium.
- O. macrorhinus (Seeley 1869) Jukes-Browne 1875 (= Ptenodactylus macrorhinus Seeley 1869): wordt beschouwd als een nomen nudum.
- O. curtus (Owen 1870) Newton 1888 (= Pterodactylus curtus Owen 1870): een nomen dubium. Het betreft een in Sussex gevonden ondereinde van een scheenbeen, BMNH R1440.
- O. oxyrhinus Seeley 1870: een nomen nudum.
- O. hlavaci (Fritsch 1880) Fritsch 1905: de hernoeming uit 1905 van de typesoort Cretornis hlavaci Fritsch 1880. Volgens Unwin behoort hij wellicht tot Ornithocheirus. Het betreft een bij Choceň gevonden gedeeltelijke vleugel met een opperarmbeen van 74 millimeter lengte.
- O. bunzeli Seeley 1881: vermoedelijk een ander geslacht dan Ornithocheirus; Unwin dacht aan een lid van de Azhdarchidae, anderen suggereerden een lid van de Nyctosauridae. Het betreft een stuk onderkaaksgewricht gevonden bij Wiener Neustadt.
- O. hilsensis Koken 1883: oorspronkelijk beschreven als een bij Hannover gevonden stuk middenhandsbeen van zes centimeter lengte dat een spanwijdte van 8,5 meter zou suggereren, betreft het wellicht in feite een bot van een vrij grote theropode dinosauriër.
- O. mesembrinus (Wellnhofer 1987) Unwin 2003 (= Tropeognathus mesembrinus Wellnhofer 1987): door anderen dan Unwin ook gezien als Tropeagnathus, Coloborhynchus, Criorhynchus of Anhanguera.
- O. wiedenrothi Wild 1990: wellicht een soort van Lonchodectes, = Targaryendraco
- O. carteri Seeley 1869: door Owen beschouwd als Criorhynchus; tegenwoordig gezien als een nomen dubium.
- O. platyrhinus Seeley 1870: door Hooley beschouwd als Criorhynchus, een nomen nudum.
- O. sedgwickii (Owen 1859) Seeley 1870, = Pterodactylus sedgwickii (Owen 1859): de typesoort van Ptenodactylus Owen 1859, CAMSM B54.422, door Owen in 1874 gezien als Coloborhynchus. Het betreft de voorkant van de schedel en onderkaak met relatief veel tanden waarvan de eerste drie vergoot zijn.
- O. crassidens Seeley 1870: door Owen gezien als Criorhynchus, door Hooley als Amblydectes en tegenwoordig als nomen dubium.
- O. capito Seeley 1870: CAMSM B54.625, door Unwin in 2000 gezien als Coloborhynchus, = Nicorhynchus.
- O. eurygnathus Seeley 1870: door Owen gezien als Criorhynchus, door Hooley als Amblydectes en tegenwoordig als nomen dubium.
- O. reedi Seeley 1870: door Owen gezien als Criorhynchus en tegenwoordig als nomen dubium.
- O. clavirostris (Owen 1874) Newton 1888: de typesoort van Coloborhynchus Owen 1874.
- O. cuvieri (Bowerbank 1851) Seeley 1870 (= Pterodactylus cuvieri Bowerbank 1851): door Owen in 1874 gezien als Coloborhynchus; in 1995 door Unwin hernoemd als Anhanguera cuvieri. Het betreft een in Kent gevonden vrij brede snuit met een kam bovenop, BMNH 39409.
- O. scaphorhynchus Seeley 1870: door Hooley gezien als Lonchodectes; tegenwoordig beschouwd als een nomen dubium, wellicht identiek aan Anhanguera cuvieri.
- O. brachyrhinus Seeley 1870: tegenwoordig beschouwd als een nomen dubium, wellicht identiek aan Anhanguera cuvieri.
- O. colorhinus Seeley 1870: tegenwoordig beschouwd als een nomen dubium, wellicht identiek aan Anhanguera cuvieri.
- O. dentatus Seeley 1870: tegenwoordig beschouwd als een nomen dubium, wellicht identiek aan Anhanguera cuvieri.
- O. denticulatus Seeley 1870: tegenwoordig beschouwd als een nomen dubium, wellicht identiek aan Anhanguera cuvieri.
- O. enchorhynchus Seeley 1870: tegenwoordig beschouwd als een nomen dubium, wellicht identiek aan Anhanguera cuvieri.
- O. xyphorhynchus Seeley 1870: tegenwoordig beschouwd als een nomen dubium, wellicht identiek aan Anhanguera cuvieri.
- O. fittoni (Owen 1858) Seeley 1870 (= Pterodactylus fittoni Owen 1858): door Unwin in 1995 hernoemd als Anhanguera fittoni. Het betreft een vrij platte snuit met grote tandkassen, CAMSM B54.423.
- O. nasutus Seeley 1870: tegenwoordig beschouwd als een nomen dubium, wellicht identiek aan Anhanguera fittoni.
- O. polyodon Seeley 1870: tegenwoordig beschouwd als een nomen dubium, wellicht identiek aan Anhanguera fittoni.
- O. giganteus (Bowerbank 1846) Newton 1888 (= Pterodactylus giganteus Bowerbank 1846): door Hooley gezien als Lonchodectes, door Von Arthaber in 1922 en Kuhn in 1967 als Ornithodesmus, door Unwin weer als Lonchodectes, door anderen echter ook als nomen dubium beschouwd. Het betreft een stuk snuit met slechts vooraan korte tanden en bijbehorend stuk onderkaak met kiel. De schedellengte werd geschat op 255 millimeter.
- O. compressirostris (Owen 1851) Seeley 1870 (= Pterodactylus compressirostris Owen 1851): door Hooley benoemd als typesoort van Lonchodectes; lange tijd beschouwd als de typesoort van Ornithocheirus. Het betreft een in Kent gevonden zeer smalle snuit die een schedellengte doet vermoeden van 45 centimeter.
- O. tenuirostris Seeley 1870: door Hooley benoemd als Lonchodectes tenuirostris; tegenwoordig gezien als een nomen dubium, wellicht identiek aan L. compressirostris.
- O. machaerorhynchus (Seeley 1864) Seeley 1870 (= Pterodactylus machaerorhynchus Seeley 1864): een nomen dubium, wellicht behorend tot Lonchodectes, CAMSM B54.855.
- O. platystomus Seeley 1870: door Hooley beschouwd als Amblydectes; door Unwin in 2000 hernoemd als Lonchodectes platystomus, door anderen echter ook als nomen dubium beschouwd. Het gaat om een snuit, YORM 1983/113F, en een voorstuk van een onderkaak, BMNH 43074.
- O. microdon Seeley 1870: door Unwin hermoemd als Lonchodectes microdon, door anderen echter ook als nomen dubium beschouwd. Het betreft een middenstuk van een schedel met kam en verhemelte, CAMSM B54.486; de tandkassen zijn klein.
- O. oweni (Seeley 1864) Seeley 1870 (= Pterodactylus oweni Seeley 1864): door Hooley als Lonchodectus oweni hernoemd; tegenwoordig gezien als een nomen dubium wellicht identiek aan Lonchodectes microdon.
- O. huxleyi Seeley 1870: tegenwoordig gezien als een nomen dubium wellicht identiek aan Lonchodectes microdon.
- O. daviesii (Owen 1874) Newton 1888 (= Pterodactylus daviesii Owen 1874): door Hooley als Lonchodectes daviesii hernoemd; door Unwin als mogelijk tot Lonchodectes behorend beschouwd. Het betreft een in Kent gevonden stuk onderkaak met ronde voorkant van 47 millimeter lengte en 15 millimeter breedte.
- O. sagittirostris (Owen 1874) Newton 1888 (=Pterodactylus sagittirostris Owen 1874): door Unwin in navolging van Bennett als mogelijk tot Lonchodectes behorend beschouwd. Het betreft een in Sussex gevonden stuk onderkaak met brede, korte spitse tanden en opstaande tandkassen.
- O. validus (Owen 1870) Newton 1888 (= Pterodactylus validus Owen 1870, Doratorhynchus validus (Owen 1870) Seeley 1875): tegenwoordig beschouwd als een nomen dubium. Het betreft een in Dorset gevonden dertig centimeter lang tweede kootje van de vleugelvinger.
- O. umbrosus Cope 1872: een nomen dubium.
- O. harpyia Cope 1872: een nomen dubium.

## Beschrijving

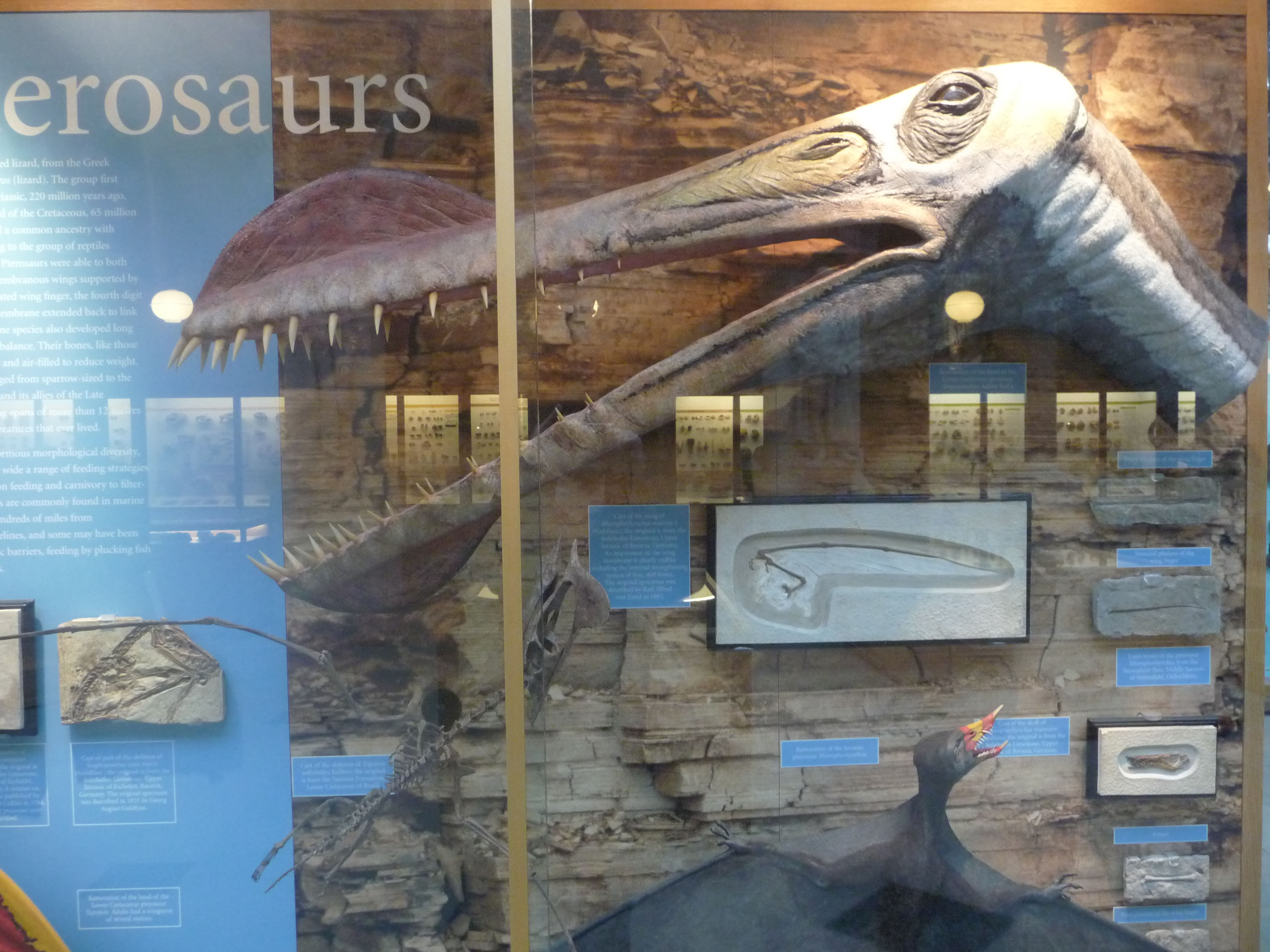
Zo zag de kop van Ornithocheirus er ongeveer uit

De eigenschappen van Ornithocheirus hangen af van welke fossielen men eronder wil samenvatten. In ieder geval gaat het om vrij grote vormen met een lange smalle schedel met lange kaken waarin scherpe tanden zaten. Op de lange snavel bevond zich een benige kam. De vleugels waren groot en het skelet lichtgebouwd, waardoor Ornithocheirus uitstekend was aangepast aan het vliegen. Het betreft vermoedelijk goede zwevers. Met de grote vleugels was deze pterosauriër in staat zich mee te laten voeren door luchtstromen en zo grote afstanden af te leggen zonder met de vleugels te slaan. Ornithocheirus was een bewoner van kustgebieden. Vissen en inktvissen werden tijdens de vlucht gevangen door laag over het water te vliegen en vervolgens met de lange bek de prooi uit het water de grijpen.
Als Tropeognathus in feite tot het geslacht behoort, omvat het wellicht een van de grootste bekende pterosauriërs want daarvoor is wel een spanwijdte van twaalf meter verondersteld, hoewel dat slechts op indirecte aanwijzingen gebaseerd is. In 2011 stelde David Martill dat er bij geen enkele soort ooit aan Ornithocheirus toegewezen directe indicaties waren voor een spanwijdte hoger dan zeven meter. Het merendeel van het Engelse materiaal wijst op individuen die met een spanwijdte van 2.5 tot 4 meter van meer bescheiden formaat waren.

## Taxonomie
Ornithocheirus werd door Seeley in de familie Ornithocheiridae geplaatst. Gezien de taxonomische problemen met Ornithocheirus zelf, is ook Ornithocheiridae een problematisch begrip geworden. Volgens Unwin bevindt Ornithocheirus zich in een Ornithocheirinae binnen de Ornithicheiridae. Volgens Alexander Kellner is Ornithocheirus de zusterklade van de Anhangueridae binnen een Ornithocheiroidea en is het begrip "Ornithocheiridae" overbodig want monospecifiek: alleen Ornithocheirus zelf zou ertoe behoren.